# أداما سيسيه
أداما سيسيه (بالفرنسية: Adama Cissé)‏ هو لاعب كرة قدم سنغالي في مركز الوسط، ولد في 21 مارس 1967 في السنغال. لعب مع النادي الإفريقي وكذلك لعب مع نادي النصر السعودي